# Pascal Quignard
Pascal Quignard (* 23. dubna 1948, Verneuil-sur-Avre) je francouzský romanopisec a esejista.
Je vnukem filologa Charlese Bruneaua. V dětství se potýkal se sklony k autismu a mentální anorexii. Studoval filosofii u Emmanuela Levinase na Univerzitě v Nanterre, avšak v době studentských nepokojů školu opustil. Přispíval do časopisu L'Éphémère, v letech 1969 až 1994 pracoval v nakladatelství Gallimard. Také učil na École des hautes études en sciences sociales. Věnuje se hudbě, především hře na violoncello, podílel se na organizaci festivalu barokní opery ve Versailles.
Quignardovy texty jsou intelektuálně náročné, usilují o nadčasovou výpověď, zkoumají hranice jazyka a paměti a odkazují k antice i východní filosofii. Jeho nejúspěšnějším dílem je historický román Všechna jitra světa, v němž vystupují hudebníci Monsieur de Sainte-Colombe a Marin Marais. Knihu v roce 1991 zfilmoval Alain Corneau a hlavní role ztvárnili Jean-Pierre Marielle a Gérard Depardieu. Reflexivně zaměřená je trilogie Bludné stíny,⁠ O dávných časech a Hlubiny, jejíž první svazek mu v roce 2002 přinesl Goncourtovu cenu. Vydal také knihy o spisovatelích Michelu Deguyovi a Louis-René des Forêtsovi a malířce Marie Morelové. Próza Terasa v Římě získala Velkou cenu Francouzské akademie za román a další autorovo dílo Slzy Cenu Andrého Gida. Podle románu Villa Amalia natočil Benoît Jacquot stejnojmenný film. V roce 2016 byl Quignardovi udělen Řád umění a literatury.